# بتوقيت القاهرة (فلم)
بتوقيت القاهرة فيلم درامي رومانسي مصري عرض عام 2015. من إخراج وتأليف أمير رمسيس، وإنتاج سامح العجمي، ومن بطولة نور الشريف، ميرفت أمين، سمير صبري، شريف رمزي، أيتن عامر، كريم قاسم.

## قصة الفيلم
يحيى شكري رجل مسن يعيش بالإسكندرية مع إبنته أميرة وإبنه مراد الذي يكرهه وأمه بعد ان إنضم للجماعات الإسلامية، وعلم أن أمه كانت في الأصل مسيحية، وأيضًا بسبب إصابة يحيى مؤخرًا بمرض الزهايمر وما يسببه له ذلك من إحراج بسبب نسيانه لعنوان المنزل، ونسيان أبناءه، كما انه يشرب الخمر، وقد وصل الأمر إلى اعتداء مراد على أبيه، وكان يحيى يحتفظ بصورة امرأة لا يتذكرها، لكنه يشعر انه يحبها، ويرغب في السفر للقاهرة بسيارته المتهالكة للبحث عنها، رغم اعتراض ابناءه، وتعطلت السيارة بالطريق.
وائل يحب سلمى منذ ثلاث سنوات، والأمل ضعيف في أن يضمهم منزل واحد قريبًا، فقرر وائل استعارة مفتاح شقة صديقه الأعزب طارق ووافقت سلمى، وانفردا ببعضيهما بالشقة، وحاول وائل ممارسة الحب مع سلمى التي ترددت، ثم رفضت، لخوفها من النتائج لكونها بنتًا، والخطأ للبنت قاتل في مجتمعنا، وترددت سلمى مابين البقاء بالشقة، مع الخوف من مداهمتها من الغرباء، وبين تركها لحبها لعدم جدواه.
حازم شاب ديلر يبيع الحشيش لزبائنه الأثرياء، ويصل ببضاعته لمنازلهم، حيث يتحرك بسيارته، وتوجه للإسكندرية لمنزل رشا وسلمها الحشيش وتبادلا الإعجاب ولكن حازم كان مشغولا بعمله، حيث طلب منه التوجه للساحل الشمالي، وقابلته لجنة، فتخلص من حقيبة المخدرات وبها الإيراد، وطالبه صاحب البضاعة بثمنها، وطارده من أجلها.
سامح كمال ممثل معتزل إنتهى به الأمر بالإقامة وحيدا في شقة فاخرة مع خادمه فوزى وابن وحيد مهاجرًا بالخارج، ويعيش سامح على ذكريات الماضي. ليلى سماحي أيضا ممثلة معتزلة تعيش مع إبنتها سلمى صديقة وائل، ورغبت في الزواج أخيرًا حتى لا تعيش وحيدة، وقد اخبرها عريسها المنتظر بفتوى ان زواجها الصورى في الأفلام يعد زواجا حقيقيًا، وبما أنها تزوجت من سامح كمال في فيلم المرأة الملعونة، عليها ان تحصل على الطلاق منه، فبحثت عنه وفاجئته في منزله في وقت حرج، إذ كان لديه الصحفية الشابة بسمة، وطلبت منه الطلاق على يد مأذون، فإعترض لعدم وجود قسيمة للزواج. تقابل حازم على الطريق مع يحيى وأخذه معه للقاهرة، بينما علمت اميرة بمكان والدها الذي انكر معرفته بها حتى لاتعيده للأسكندرية، ليتثنى له البحث عن صاحبة الصورة، وأخبره حازم انها تقريبًا صورة الممثلة ليلى، وفي القاهرة لاحظ حازم متابعة اصحاب البضاعة لعربته فطلب من يحيى توصيل الحشيش لسامح كامل وانتظاره هناك، بينما تعرض حازم لإعتداء وخشى من اصحاب البضاعة، وإستيلاءهم على العربة، واكتشف يحيى ان صاحبة الصورة حبه القديم متواجدة عند سامح كمال، فتذكرها وتذكرته، بينما غادرت سلمى الشقة مع وائل بإنتظار الفرج القريب.

## فريق العمل

### طاقم التمثيل
- نور الشريف بدور يحيى شكري مراد.[3]
- ميرفت أمين بدور ليلى السماحي
- سمير صبري بدور سامح كمال ميخائيل
- شريف رمزي بدور حازم
- أيتن عامر بدور سلمى
- كريم قاسم بدور وائل
- درة بدور أميرة يحيى
- كندة علوش بدور رشا
- بيومي فؤاد بدور ضابط الشرطة
- عابد عناني بدور مراد يحيى
- سمر نجيلي بدور بسمة
- سلمى حسن بدور ولاء
- هنا جاد بدور فتاة محطة البنزينة
- حمدي الرملي بدور فوزي
- محمود سامي بدور  طارق
- سحر عبدالوهاب بدور جارة طارق
- محمد العمروسي بدور ظابط كمين الطريق
- احمد النمرسي بدور ظابط كمين الساحل
- عبدالحميد البلاسي بدور رجل العصابة 1
- أحمد فيلكس بدور رجل العصابة 2
- هشام علي بدور سائق الميكروباص
- محمد شرف
- حمدي التونسي

### فريق العمل
| - محمد عبد الرؤوف: مدير التصوير - أمير رمسيس: مؤلف ومخرج - لينا علي: ستايلست - أفلام النصر (محمد حسن رمزى وشركاه): شركة موزعة داخل مصر - خالد حماد: مؤلف الموسيقى - غادة رجب - إيمان خليل: إشراف عام - شركة إيمدج للإنتاج الإعلامي: منتج - سامح العجمي - أحمد شاكر: مهندس الديكور - مهندس الصوت:عماد علوش - مخرج منفذ: أحمد صالح - مساعد مخرج أول:زياد الوشاحي - سكريبت:أية العدل - مساعد مخرج:سارة عصام - أحمد صلاح - مدير إنتاج:عبد الله منصور - إدارة الإنتاج:توني يوسف - أحمد عبد الستار - مساعد مهندس ديكور:رضوى بشير محمد - مساعد مصور:بندق - أعمال المونتاج والألوان:ديفا - نيفين كامل - مونتاج: وسام الليثي - كولوريست: عمرو حمدي ربيع - مونتير مساعد:رندا محمود - مساعد مونتير:ياسمين هشام - مساعد تحت التمرين:فرح كمال أبو العلا - تترات: محمد بديع - في اف اكس:أحمد - ميكساج موسيقى:ماركو عاطف - نقل دولبي:عز غنيم - مهندس دعم فني:يسري عامر - مهندس ملابس:مهندس السبخاوي - مساعدين صوت:محمد زكريا - أسامة يوسف - منفذين إنتاج:محمد حميد - أحمد مجدي - أحمد عبد الهادي - مرزوق محمد - محمود طلعت - علي عباس - رامي مرقص - مساعدين أخراج:أحمد سامح - إسراء عبد الفتاح - سارة الشاذلي - مساعد مصور تحت التدريب:إبراهيم خالد - مشرف أضاءة:محمود مرسي - أسطى أضاءة:حسن عيسى - عمرو عجمي - إبراهيم شكري - أحمد ديشة - فنيين أضاءة: زينهم توماس - حسن مكي - محمد عريضة - أيمن عبد الصمد - محمد عبد الصمد - كريم كاباكا - مصطفى داو - مشرف بالنثر:أيمن سعودي - فنيين: علي فرج - محمود فرج - إسلام مخلوف - عماد فرج - كريم السعداوي - عمر - فريق الإكسسوار:مصطفى حسن -خالد صفوت - شريف محسن - غيبوبة - أحمد فؤاد - كلاكيت:وليد سالم - كمال الطحان - فيديو اسست:محمد رضا - أسامة رحال - محمد عبد الناصر - كريم أحمد - شئون ممثلين:سبايدر - محمود بيومي - مكتب كاستنج:شمس - ريجيسير إسكندرية:هشام محروس - لوكيشين إسكندرية:محمد متولي - السيد حبشي - ماكيير:أحمد مصطفى - مساعد ماكيير: حمدي سعيد - كوافير:مدحت سعيد - مساعد كوافير:محمود عاطف - مساعد نور الشريف:نور عزت |

## وصلات خارجية
- مقالات تستعمل روابط فنية بلا صلة مع ويكي بيانات

- بتوقيت القاهرة على موقع قاعدة بيانات الأفلام العربية
- بتوقيت القاهرة على موقع IMDb (بالإنجليزية)